# Грийон
Грийо́н (фр. Grillon) — коммуна во французском департаменте Воклюз региона Прованс — Альпы — Лазурный Берег. Относится к кантону Вальреа. 

## Географическое положение

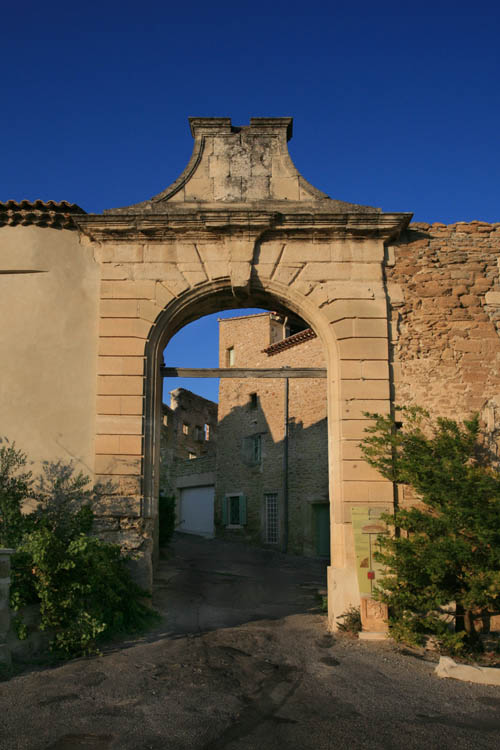
Старые ворота.

Грийон расположен в 55 км к северу от Авиньона. Соседние коммуны: Вальреа на востоке, Ришранш на юге, Колонзелль и Шамаре на западе, Гриньян на северо-западе.

### Гидрография
Коммуну пересекает Ле. На северо-востоке коммуны протекает ручей Гурдульер, который становится Ольером на юго-западе. Кроме этого, по территории коммуны протекают Коронн и небольшая река Ле-Рьё.

## Демография
Население коммуны на 2010 год составляло 1705 человек.
| 1962 | 1968 | 1975 | 1982 | 1990 | 1999 | 2010 |
| ---- | ---- | ---- | ---- | ---- | ---- | ---- |
| 828  | 984  | 1129 | 1389 | 1580 | 1689 | 1705 |

## Достопримечательности
- Историческая часть города Вьялль-де-Грийон.
- Старые ворота, над которыми позже была сооружена часовая башня; остатки фортификационных сооружений XII века.
- Папская резиденция в Отез.
- Усадьба Турвиль, построенная в стиле Возрождения.
- Усадьба Милон, построенная в стиле Возрождения.
- Усадьба Труаз-Арк, построенная в стиле Возрождения.
- Церковь Сент-Агат, XIV век, в готическом стиле с тремя нефами.
- Оратория Нотр-Дам-дю-Сакре-Кёр, 1946 год.